# Saison 1993-1994 du Stade rennais FC
Maillots
Chronologie
Saison précédente Saison suivante
La saison 1993-1994 du Stade rennais football club débute le 24 juillet 1993 avec la première journée du Championnat de France de Division 2, pour se terminer le 25 mai 1994 avec la dernière journée de cette même compétition et une nouvelle promotion en Division 1.
Le Stade rennais FC est également engagé en Coupe de France.

## Résumé de la saison
Didier Notheaux ayant échoué dans sa mission de ramener immédiatement le Stade rennais en Division 1, l'entraîneur à moustaches est remercié par la direction du club. Pour le remplacer, le SRFC reçoit les propositions de plusieurs techniciens, tels que Raymond Domenech ou Henryk Kasperczak, mais c'est finalement l'entraîneur emblématique du Stade lavallois, Michel Le Milinaire, qui est choisi.
Un autre changement, plus profond celui-là, consiste en l'arrivée du Groupe Pinault-Printemps comme sponsor principal du club, en remplacement de Pfizer. Son dirigeant, François Pinault, est loin d'être un inconnu dans la maison rennaise. Sa première entreprise de bois et matériaux s'est installée en 1963 le long de la route de Lorient, et il a déjà siégé au conseil d'administration du club, contribuant en 1973 à la réalisation du transfert de Laurent Pokou. Désormais, « Pinault Printemps » s'affichera sur les maillots rennais. 
La deuxième division change elle aussi de visage. Les deux groupes en vigueur depuis vingt ans sont remplacés par une poule unique de vingt-deux clubs, alors que les barrages disparaissent. Désormais, les trois premiers du championnat accéderont directement à la D1.
Dans l'effectif rennais, seuls les joueurs n'ayant bénéficié de pas ou de peu de temps de jeu la saison précédente sont priés de trouver un autre club. Parmi les titulaires, seul Jocelyn Rico (qui part terminer sa carrière chez lui, à Concarneau) et le Libérien Arthur Farh font leurs valises. Pour former sa nouvelle équipe, Le Milinaire s'appuie sur les valeurs montantes du club que sont Laurent Huard, Jocelyn Gourvennec, mais aussi Sylvain Wiltord, Ulrich Le Pen et l'attaquant Pierre-Yves André, débauché de Lannion durant l'été. Pour les encadrer, quelques joueurs d'expérience comme Loïc Lambert, Bruno Roux et Olivier Dall'Oglio sont également engagés.
Cette politique de recrutement porte rapidement ses fruits puisque le club s'installe d'emblée parmi les équipes en lutte pour la montée. Gourvennec (qui sera d'ailleurs élu « meilleur joueur de l'année en D2 » par le journal France football en fin de saison) et Wiltord ne cessent de s'affirmer au fil de la saison, et contribuent à installer de façon définitive le Stade rennais dans le trio de tête dès la fin septembre. La mi-saison est atteinte à la seconde place derrière l'OGC Nice et sa défense de fer (9 buts encaissés en 21 matchs). La seconde partie de la saison confirme les bons états de services rennais, Michel Le Milinaire et ses hommes s'emparant de la tête du classement à la faveur d'une série de douze matchs sans défaite. La montée, et mieux, le titre de champion de D2 sont en vue.
Pourtant, la saison se termine en eau de boudin. Les quatre dernières rencontres à domicile voient les Rennais perdre à trois reprises, et le billet pour la D1 tarde à être composté. Les sept points d'avance sur le quatrième que possédait le SRFC à six journées de la fin fondent comme neige au soleil, mais une victoire obtenue sur le terrain du FC Istres grâce à un but de Laurent Huard assure finalement la remontée aux « Rouge et Noir ». Premier avec un point d'avance sur l'OGC Nice, reste à ce que le SRFC batte Le Mans UC pour l'ultime rencontre de championnat, mais ce sont finalement les voisins sarthois qui viennent s'imposer (0 - 1). Les Niçois l'ayant emporté dans le même temps à US Valenciennes-Anzin, ce sont les Aiglons qui s'emparent in extremis du titre de champion, tandis qu'à Rennes l'ambiance dans le stade reste pour le moins morose.

## Transferts en 1993-1994
| Nom                | Nationalité | Provenance/Destination |
| Arrivées           |             |                        |
| Frédéric Adam      | France      | Stade brestois         |
| Pierre-Yves André  | France      | Stade lannionnais      |
| Olivier Dall'Oglio | France      | Perpignan FC           |
| Patrick Guillou    | France      | VfL Bochum             |
| Nikolaï Iliev      | Bulgarie    | PFK Levski Sofia       |
| Loïc Lambert       | France      | AS Saint-Étienne       |
| Bruno Roux         | France      | Le Havre AC            |
| Départs            |             |                        |
| Jean-Marc Faham    | France      | RC Ancenis             |
| Arthur Farh        | Liberia     | FC Grenoble            |
| Christophe Fauvel  | France      | US Saint-Malo          |
| Arnaud Le Lann     | France      | CSC Thouars            |
| Moïse Regina       | France      | SRFC amateurs          |
| Jocelyn Rico       | France      | US Concarneau          |
| Thierry Turban     | France      | US Saint-Malo          |

## L'effectif de la saison
| Poste¹ | Nat.² | Nom                | Naissance         | Sélection³ | Championnat | Championnat | Coupe France | Coupe France | Total Saison | Total Saison |
| Poste¹ | Nat.² | Nom                | Naissance         | Sélection³ | M           | But inscrit | M            | But inscrit  | M            | But inscrit  |
| ------ | ----- | ------------------ | ----------------- | ---------- | ----------- | ----------- | ------------ | ------------ | ------------ | ------------ |
| M      | FRA   | Frédéric Adam      | 11 août 1973      | -          | 5           | 0           | 0            | 0            | 5            | 0            |
| A      | FRA   | Pierre-Yves André  | 14 mai 1974       | -          | 24          | 5           | 3            | 1            | 27           | 6            |
| G      | FRA   | Frédéric Cado      | 13 août 1973      | -          | 0           | 0           | 0            | 0            | 0            | 0            |
| M      | FRA   | Sébastien Chauvel  | 22 novembre 1972  | -          | 1           | 0           | 0            | 0            | 1            | 0            |
| M      | FRA   | Jacky Colin        | 18 août 1963      | -          | 1           | 0           | 0            | 0            | 1            | 0            |
| D      | FRA   | Olivier Dall'Oglio | 16 mai 1964       | -          | 24          | 0           | 3            | 0            | 27           | 0            |
| A      | FRA   | Émerick Darbelet   | 4 août 1973       | -          | 8           | 0           | 1            | 0            | 9            | 0            |
| D      | FRA   | François Denis     | 14 mai 1964       | -          | 40          | 3           | 3            | 0            | 43           | 3            |
| M      | FRA   | Jocelyn Gourvennec | 22 mars 1972      | A'         | 40          | 14          | 3            | 0            | 43           | 14           |
| D      | FRA   | Patrick Guillou    | 16 avril 1970     | -          | 30          | 1           | 1            | 0            | 31           | 1            |
| M      | FRA   | Laurent Huard      | 26 août 1973      | -          | 35          | 5           | 2            | 0            | 37           | 5            |
| D      | BUL   | Nikolaï Iliev      | 31 mars 1964      | A          | 1           | 0           | 0            | 0            | 1            | 0            |
| M      | FRA   | Loïc Lambert       | 25 octobre 1966   | -          | 33          | 3           | 3            | 0            | 36           | 3            |
| M      | FRA   | Ulrich Le Pen      | 23 janvier 1974   | -          | 13          | 0           | 0            | 0            | 13           | 0            |
| D      | FRA   | Cyril L'Helgouach  | 25 septembre 1970 | -          | 35          | 0           | 2            | 0            | 37           | 0            |
| A      | UGA   | Majid Musisi       | 15 septembre 1967 | A          | 19          | 4           | 2            | 0            | 21           | 4            |
| M      | FRA   | Jean-Luc Ribar     | 26 février 1965   | -          | 37          | 2           | 3            | 1            | 40           | 3            |
| D      | FRA   | Sylvain Ripoll     | 15 août 1971      | -          | 12          | 0           | 0            | 0            | 12           | 0            |
| G      | FRA   | Pascal Rousseau    | 4 mars 1962       | -          | 42          | 0           | 3            | 0            | 45           | 0            |
| A      | FRA   | Bruno Roux         | 11 juillet 1963   | -          | 37          | 8           | 3            | 2            | 40           | 10           |
| D      | FRA   | Michel Sorin       | 18 septembre 1961 | -          | 29          | 1           | 2            | 0            | 31           | 1            |
| M      | FRA   | Jean-Luc Vasseur   | 1er janvier 1969  | -          | 35          | 2           | 3            | 0            | 38           | 2            |
| A      | FRA   | Sylvain Wiltord    | 10 mai 1974       | -          | 26          | 9           | 1            | 0            | 27           | 9            |

- 1 : G, Gardien de but ; D, Défenseur ; M, Milieu de terrain ; A, Attaquant
- 2 : Nationalité sportive, certains joueurs possédant une double-nationalité
- 3 : sélection la plus élevée obtenue

## Les rencontres de la saison

### Liste
| Match | Date          | Compétition     | Tour        | Adversaire           | Lieu 1 | Score     | Class.    | Buteurs pour le Stade rennais       |
| ----- | ------------- | --------------- | ----------- | -------------------- | ------ | --------- | --------- | ----------------------------------- |
| 1     | 24 juillet    | Division 2      | 1           | Le Mans              | E      | 1–0       | 7         | Roux                                |
| 2     | 31 juillet    | Division 2      | 2           | Nice                 | D      | 1–1       | 7         | Gourvennec                          |
| 3     | 4 août        | Division 2      | 3           | Rouen                | E      | 3–2       | 4         | Gourvennec Guillou                  |
| 4     | 7 août        | Division 2      | 4           | Valenciennes         | D      | 2–1       | 3         | Roux Gourvennec                     |
| 5     | 11 août       | Division 2      | 5           | Sedan                | E      | 1-0       | 2         | Denis                               |
| 6     | 14 août       | Division 2      | 6           | Niort                | E      | 1-2       | 4         | Musisi                              |
| 7     | 25 août       | Division 2      | 7           | Valence              | D      | 1–0       | 2         | Huard                               |
| 8     | 28 août       | Division 2      | 8           | Dunkerque            | E      | 0–1       | 3         |                                     |
| 9     | 1er septembre | Division 2      | 9           | Nîmes                | D      | 3-1       | 2         | Gourvennec Musisi                   |
| 10    | 11 septembre  | Division 2      | 10          | Bastia               | E      | 1–2       | 5         | Wiltord                             |
| 11    | 18 septembre  | Division 2      | 11          | Mulhouse             | D      | 2–2       | 4         | Gourvennec Musisi                   |
| 12    | 22 septembre  | Division 2      | 12          | Saint-Brieuc         | E      | 2–2       | 4         | Gourvennec André                    |
| 13    | 25 septembre  | Division 2      | 13          | Charleville-Mézières | D      | 2–1       | 3         | Huard Roux                          |
| 14    | 2 octobre     | Division 2      | 14          | Alès                 | E      | 1–1       | 2         | André                               |
| 15    | 6 octobre     | Division 2      | 15          | Beauvais             | D      | 5-3       | 1         | Roux Gourvennec Vasseur             |
| 16    | 16 octobre    | Division 2      | 16          | Laval                | E      | 0-2       | 2         |                                     |
| 17    | 23 octobre    | Division 2      | 17          | Gueugnon             | D      | 1-0       | 2         | André                               |
| 18    | 26 octobre    | Division 2      | 18          | Nancy                | E      | 1–1       | 2         | Wiltord                             |
| 19    | 30 octobre    | Division 2      | 19          | FC Bourges           | D      | 1–1       | 2         | Wiltord                             |
| 20    | 6 novembre    | Division 2      | 20          | Red Star             | E      | 0-0       | 3         |                                     |
| 21    | 10 novembre   | Division 2      | 21          | Istres               | D      | 1-0       | 2         | Gourvennec                          |
| 22    | 20 novembre   | Division 2      | 22          | Nice                 | E      | 1-1       | 2         | Gourvennec                          |
| 23    | 26 novembre   | Division 2      | 23          | Rouen                | D      | 1-0       | 2         | Lambert                             |
| 24    | 4 décembre    | Division 2      | 24          | Valenciennes         | E      | 3–1       | 2         | Roux Denis Musisi                   |
| 25    | 11 décembre   | Division 2      | 25          | Sedan                | D      | 1-0       | 1         | André                               |
| 26    | 18 décembre   | Coupe de France | 8e tour     | Saint-Brieuc         | E      | 1-0       | 1-0       | Roux                                |
| 27    | 15 janvier    | Division 2      | 26          | Niort                | D      | 6-1       | 1         | Ribar Gourvennec Wiltord Sorin Roux |
| 28    | 22 janvier    | Coupe de France | 1/32 finale | Lille (D1)           | E      | 2-1 a.p.  | 2-1 a.p.  | Roux André                          |
| 29    | 29 janvier    | Division 2      | 27          | Valence              | E      | 1–1       | 1         | Wiltord                             |
| 30    | 5 février     | Division 2      | 28          | Dunkerque            | D      | 1–1       | 1         | Ribar                               |
| 31    | 11 février    | Coupe de France | 1/16 finale | Valenciennes         | D      | 1-1 a.p.² | 1-1 a.p.² | Ribar                               |
| 32    | 19 février    | Division 2      | 29          | Nîmes                | E      | 0-1       | 1         |                                     |
| 33    | 26 février    | Division 2      | 30          | Bastia               | D      | 1-2       | 1         | Wiltord                             |
| 34    | 5 mars        | Division 2      | 31          | Mulhouse             | E      | 0-0       | 2         |                                     |
| 35    | 12 mars       | Division 2      | 32          | Saint-Brieuc         | D      | 1–0       | 1         | Denis                               |
| 36    | 26 mars       | Division 2      | 33          | Charleville-Mézières | E      | 1–0       | 1         | Lambert                             |
| 37    | 2 avril       | Division 2      | 34          | Alès                 | D      | 1-0       | 1         | Roux                                |
| 38    | 9 avril       | Division 2      | 35          | Beauvais             | E      | 2–0       | 1         | Gourvennec Wiltord                  |
| 39    | 16 avril      | Division 2      | 36          | Laval                | D      | 0–1       | 1         |                                     |
| 40    | 23 avril      | Division 2      | 37          | Gueugnon             | E      | 1-1       | 1         | Huard                               |
| 41    | 30 avril      | Division 2      | 38          | Nancy                | D      | 2-0       | 1         | Lambert Wiltord                     |
| 42    | 7 mai         | Division 2      | 39          | FC Bourges           | E      | 2–2       | 1         | Huard André                         |
| 43    | 17 mai        | Division 2      | 40          | Red Star             | D      | 1–2       | 1         | Vasseur                             |
| 44    | 21 mai        | Division 2      | 41          | Istres               | E      | 1-0       | 1         | Huard                               |
| 45    | 25 mai        | Division 2      | 42          | Le Mans              | D      | 0-1       | 2         |                                     |

- 1 N : terrain neutre ; D : à domicile ; E : à l'extérieur ; drapeau : pays du lieu du match international
- 2 3 - 4 aux tirs au but

## Bilan des compétitions
| Compétition     | Vainqueur final | Débute au tour | Place ou tour final | Première rencontre | Dernière rencontre | Nombre |
| --------------- | --------------- | -------------- | ------------------- | ------------------ | ------------------ | ------ |
| Division 2      | OGC Nice        | 1re journée    | 2e                  | 24 juillet 1993    | 25 mai 1994        | 42     |
| Coupe de France | AJ Auxerre      | 8e tour        | 1/16 de finale      | 18 décembre 1993   | 11 février 1994    | 3      |

### Division 2

#### Classement
| Rang | Équipe   | Pts | J  | G  | N  | P  | Bp | Bc | Diff |
| ---- | -------- | --- | -- | -- | -- | -- | -- | -- | ---- |
| 1    | Nice     | 54  | 42 | 18 | 18 | 6  | 47 | 25 | +22  |
| 2    | Rennes   | 53  | 42 | 20 | 13 | 9  | 57 | 38 | +19  |
| 3    | Bastia   | 53  | 42 | 21 | 11 | 10 | 44 | 29 | +15  |
| 4    | Nîmes    | 50  | 42 | 20 | 10 | 12 | 59 | 38 | +21  |
| 5    | Red Star | 49  | 42 | 20 | 9  | 13 | 61 | 45 | +16  |

- 1, 2 et 3 : Promus en Division 1

#### Résultats
| Total  | Total  | Total | Total | Total | Total | Total | Total | Domicile | Domicile | Domicile | Domicile | Domicile | Domicile | Extérieur | Extérieur | Extérieur | Extérieur | Extérieur | Extérieur |
| Matchs | Points | V     | N     | D     | BP    | BC    | Diff. | V        | N        | D        | BP       | BC       | Diff.    | V         | N         | D         | BP        | BC        | Diff.     |
| ------ | ------ | ----- | ----- | ----- | ----- | ----- | ----- | -------- | -------- | -------- | -------- | -------- | -------- | --------- | --------- | --------- | --------- | --------- | --------- |
| 42     | 53     | 20    | 13    | 9     | 57    | 38    | +19   | 13       | 4        | 4        | 34       | 18       | +16      | 7         | 9         | 5         | 23        | 20        | +3        |

#### Résultats par journée
| Journée   | 01 | 02 | 03 | 04 | 05 | 06 | 07 | 08 | 09 | 10 | 11 | 12 | 13 | 14 | 15 | 16 | 17 | 18 | 19 | 20 | 21 | 22 | 23 | 24 | 25 | 26 | 27 | 28 | 29 | 30 | 31 | 32 | 33 | 34 | 35 | 36 | 37 | 38 | 39 | 40 | 41 | 42 |
| --------- | -- | -- | -- | -- | -- | -- | -- | -- | -- | -- | -- | -- | -- | -- | -- | -- | -- | -- | -- | -- | -- | -- | -- | -- | -- | -- | -- | -- | -- | -- | -- | -- | -- | -- | -- | -- | -- | -- | -- | -- | -- | -- |
| Terrain   | E  | D  | E  | D  | E  | E  | D  | E  | D  | E  | D  | E  | D  | E  | D  | E  | D  | E  | D  | E  | D  | E  | D  | E  | D  | D  | E  | D  | E  | D  | E  | D  | E  | D  | E  | D  | E  | D  | E  | D  | E  | D  |
| Résultats | V  | N  | V  | V  | V  | D  | V  | D  | V  | D  | N  | N  | V  | N  | V  | D  | V  | N  | N  | N  | V  | N  | V  | V  | V  | V  | N  | N  | D  | D  | N  | V  | V  | V  | V  | D  | N  | V  | N  | D  | V  | D  |
| Points    | 2  | 3  | 5  | 7  | 9  | 9  | 11 | 11 | 13 | 13 | 14 | 15 | 17 | 18 | 20 | 20 | 22 | 23 | 24 | 25 | 27 | 28 | 30 | 32 | 34 | 36 | 37 | 38 | 38 | 38 | 39 | 41 | 43 | 45 | 47 | 47 | 48 | 50 | 51 | 51 | 53 | 53 |
| Place     | 7  | 7  | 4  | 3  | 2  | 4  | 2  | 3  | 2  | 5  | 4  | 4  | 3  | 2  | 1  | 2  | 2  | 2  | 2  | 3  | 2  | 2  | 2  | 2  | 1  | 1  | 1  | 1  | 1  | 1  | 2  | 1  | 1  | 1  | 1  | 1  | 1  | 1  | 1  | 1  | 1  | 2  |

Source : Liste des rencontres

Terrain : D = Domicile ; E = Extérieur. Résultat: D = Défaite ; N = Nul ; V = Victoire.